# The Open Ophthalmology Journal
The Open Ophthalmology Journal (skrót: TOOJ, Open Ophthalmol J) – anglojęzyczne czasopismo okulistyczne ukazujące się od 2007 roku.
Czasopismo jest recenzowane i publikuje w otwartym dostępie. Ukazują się tu prace oryginalne, przeglądy (także mini-przeglądy), opisy przypadków, listy oraz gościnnie redagowane wydania monotematyczne (ang. guest edited single topic issues) z wszystkich głównych obszarów okulistyki eksperymentalnej oraz klinicznej (w tym z zakresu: stosowanych terapii, instrumentów oraz narzędzi chirurgicznych). Pismo nie posiada wskaźnika cytowań (impact factor). Redaktorem naczelnym jest prof. Jorge Alio (Alicante, Hiszpania).
W międzynarodowym rankingu SCImago Journal Rank (SJR) mierzącym wpływ i znaczenie poszczególnych czasopism naukowych „The Open Ophthalmology Journal” zostało w 2018 sklasyfikowane na 71. miejscu wśród czasopism okulistycznych.
W polskim wykazie czasopism punktowanych przez Ministerstwo Nauki i Szkolnictwa Wyższego czasopismo otrzymało 40 punktów (wg punktacji z 2019 roku).
Czasopismo jest indeksowane w: Emerging Sources Citation Index (ESCI), Scopusie, EMBASE, Chemical Abstracts Service/SciFinder, TOC Premier, Google Scholar, Chemical Engineering and Biotechnology Abstracts (CEABA-VTB), PubsHub, Open J-Gate, J-Gate, Genamics JournalSeek, MediaFinder-Standard Periodical Directory, CNKI Scholar, EBSCO-Biomedical Reference Collection  oraz ROAD Directory.
Wydawcą czasopisma jest Bentham Open z Szardży (Zjednoczone Emiraty Arabskie).